# ŽNK Mura
ŽNK Mura – kobiecy klub piłkarski mieście Murska Sobota, w Słowenii. Drużyna została założona w 1999 roku. Do największych sukcesów zespołu należy zdobycie mistrzostwa Słowenii w sezonach 2005/2006, 2011/2012 i 2012/2013, a także Pucharu Słowenii w sezonach 2004/2005, 2006/2007, 2011/2012 oraz 2012/2013.

## Historia
Chronologia nazw:
- 1999: ŽNK Odranci
- 2003: ŽNK Pomurje
- 2023: ŽNK Mura – jako sekcja kobiet klubu NŠ Mura

Klub piłkarski ŽNK Odranci został założony w miejscowości Odranci w 1999 roku. W 2003 przeniósł się do Beltinci i zmienił nazwę na ŽNK Pomurje. W 2005 zespół zdobył Puchar kraju, a w następnym został mistrzem Słowenii. Pod koniec 2022 roku oficjalnie ogłoszono fuzję ŽNK Pomurje i DNŠ Mura, czyli akademii NŠ Mura, która weszła w życie 1 stycznia 2023 roku i dała początek ŽNK Mura